# Lhuître
Lhuître est une commune française, située dans le département de l'Aube en région Grand Est.

## Géographie
| Grandville | Dosnon  | Saint-Ouen-Domprot Marne |
|            | Lhuître | Dampierre                |
| Le Chêne   | Vinets  | Isle-Aubigny             |

Lhuître fait partie de la Champagne crayeuse. Elle est située sur l'Huitrelle, un affluent de l'Aube.
Le nord-est de son territoire est occupé par le camp militaire de Mailly.

### Hydrographie
La commune est dans la région hydrographique « la Seine de sa source au confluent de l'Oise (exclu) » au sein du bassin Seine-Normandie. Elle est drainée par l'Huitrelle,.
L'Huitrelle, d'une longueur de 23 km, prend sa source dans la commune de Mailly-le-Camp et se jette  dans l'Aube à Vinets, après avoir traversé huit communes.

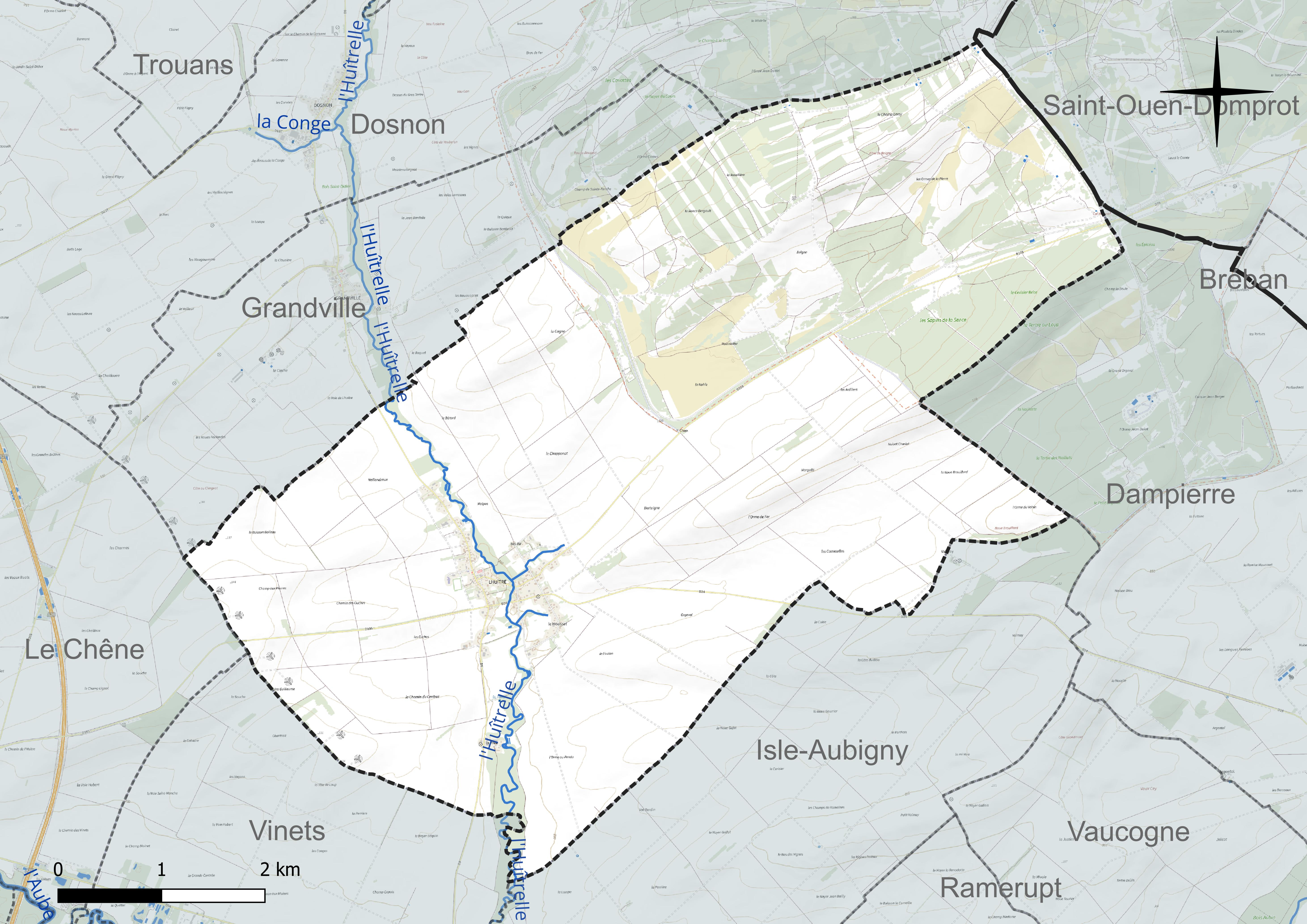
Réseau hydrographique de Lhuître.

### Climat
Pour des articles plus généraux, voir Climat du Grand Est et Climat de l'Aube.
En 2010, le climat de la commune est de type climat océanique dégradé des plaines du Centre et du Nord, selon une étude du Centre national de la recherche scientifique s'appuyant sur une série de données couvrant la période 1971-2000. En 2020, Météo-France publie une typologie des climats de la France métropolitaine dans laquelle la commune est exposée à un climat océanique altéré et est dans la région climatique Nord-est du bassin Parisien, caractérisée par un ensoleillement médiocre, une pluviométrie moyenne régulièrement répartie au cours de l’année et un hiver froid (3 °C).
Pour la période 1971-2000, la température annuelle moyenne est de 10,4 °C, avec une amplitude thermique annuelle de 15,8 °C. Le cumul annuel moyen de précipitations est de 702 mm, avec 11,7 jours de précipitations en janvier et 7,8 jours en juillet. Pour la période 1991-2020, la température moyenne annuelle observée sur la station météorologique de Météo-France la plus proche, « Dosnon », sur la commune de Dosnon à 5 km à vol d'oiseau, est de 11,0 °C et le cumul annuel moyen de précipitations est de 698,3 mm. 
La température maximale relevée sur cette station est de 41,6 °C, atteinte le 25 juillet 2019 ; la température minimale est de −25,8 °C, atteinte le 14 février 1956,,.
Les paramètres climatiques de la commune ont été estimés pour le milieu du siècle (2041-2070) selon différents scénarios d'émission de gaz à effet de serre à partir des nouvelles projections climatiques de référence DRIAS-2020. Ils sont consultables sur un site dédié publié par Météo-France en novembre 2022.

## Urbanisme

### Typologie
Au 1er janvier 2024, Lhuître est catégorisée commune rurale à habitat dispersé, selon la nouvelle grille communale de densité à 7 niveaux définie par l'Insee en 2022.
Elle est située hors unité urbaine et hors attraction des villes,.

### Occupation des sols
L'occupation des sols de la commune, telle qu'elle ressort de la base de données européenne d’occupation biophysique des sols Corine Land Cover (CLC), est marquée par l'importance des territoires agricoles (61,9 % en 2018), une proportion sensiblement équivalente à celle de 1990 (62 %). La répartition détaillée en 2018 est la suivante : 
terres arables (61,9 %), forêts (21,5 %), milieux à végétation arbustive et/ou herbacée (13,7 %), zones urbanisées (2,2 %), espaces ouverts, sans ou avec peu de végétation (0,7 %). L'évolution de l’occupation des sols de la commune et de ses infrastructures peut être observée sur les différentes représentations cartographiques du territoire : la carte de Cassini (XVIIIe siècle), la carte d'état-major (1820-1866) et les cartes ou photos aériennes de l'IGN pour la période actuelle (1950 à aujourd'hui).

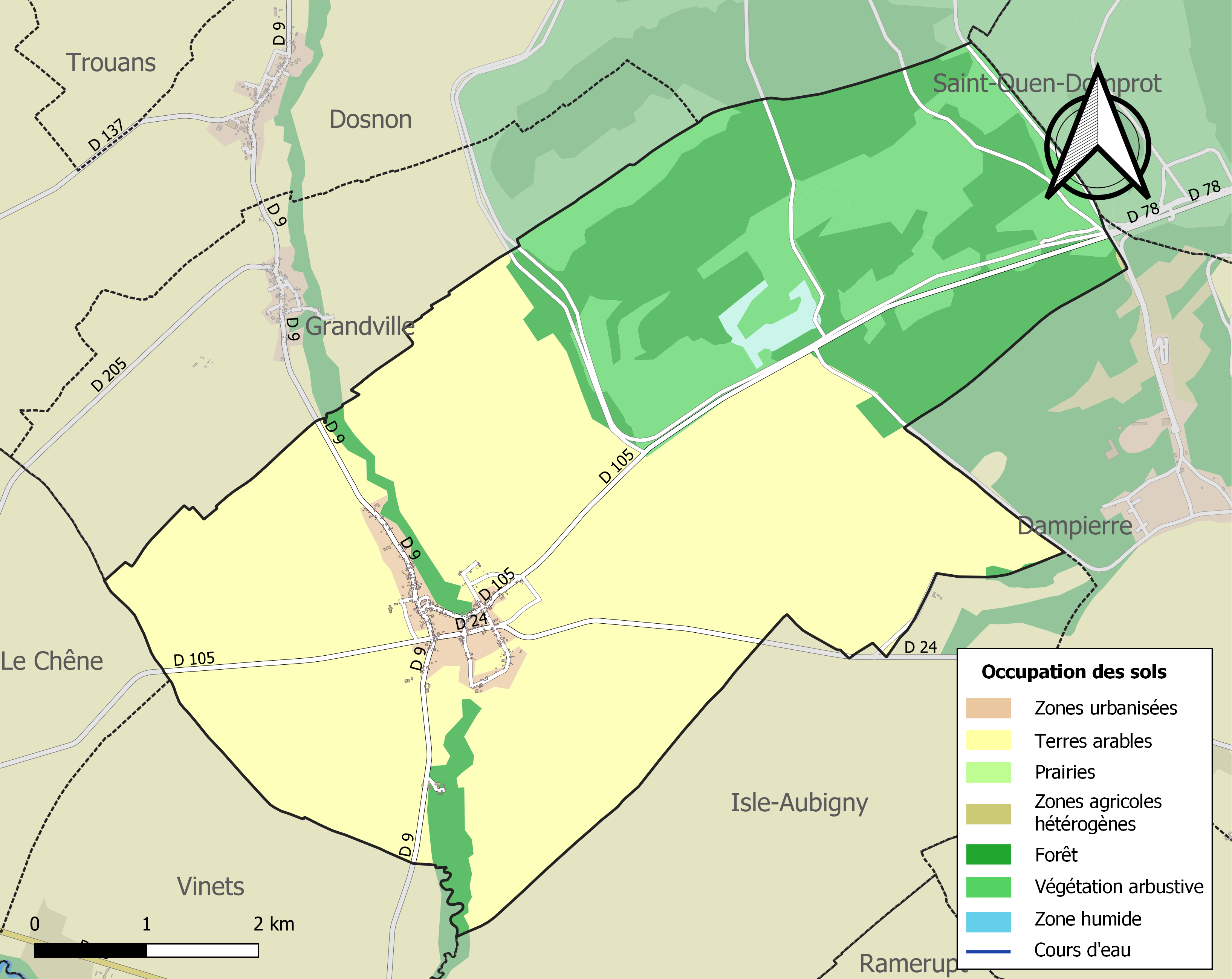
Carte des infrastructures et de l'occupation des sols de la commune en 2018 (CLC).

## Histoire
La seigneurie était partagée en deux, à gauche de la rivière elle relevait de Rosnay en arrière fief de Dampierre et l'autre de celle de Ramerupt. Les premiers seigneurs connu pourraient être Garnier de Luistre entre 1145 et 1147. Ou Helvise de Lhuitre, dame cité en 1200.
En 1789, le village dépendait de l'intendance et de la généralité de Châlons, de l'élection de Bar-sur-Aube. L'Huitrelle partageant le finage, une partie relevait du bailliage de Chaumont et l'autre partie de celui de Sézanne.
Château cité en 1663 comme appartenant à François Picot et ayant huit chambres avec feu sur deux étages, colombier, laiterie, écurie, granges, jardin potager et fruitier.
Clément Mullet cite une synagogue et école au XIe siècle.
La ville ne fut pas épargnée par les incendies, parmi les plus destructeurs, celui du 18 avril 1578 qui détruisait dix neuf maisons et en 1560, partant du même lieu détruisait toutes les maisons de la rue de la Forge. Le 9 décembre 1856, une victime, neuf maison, dix écuries et huit granges, en 1874 l'église frappée par la foudre. Et le 31 mars 1886, dans la rue Sainte-Tanche, dix-neuf maisons, quinze granges.

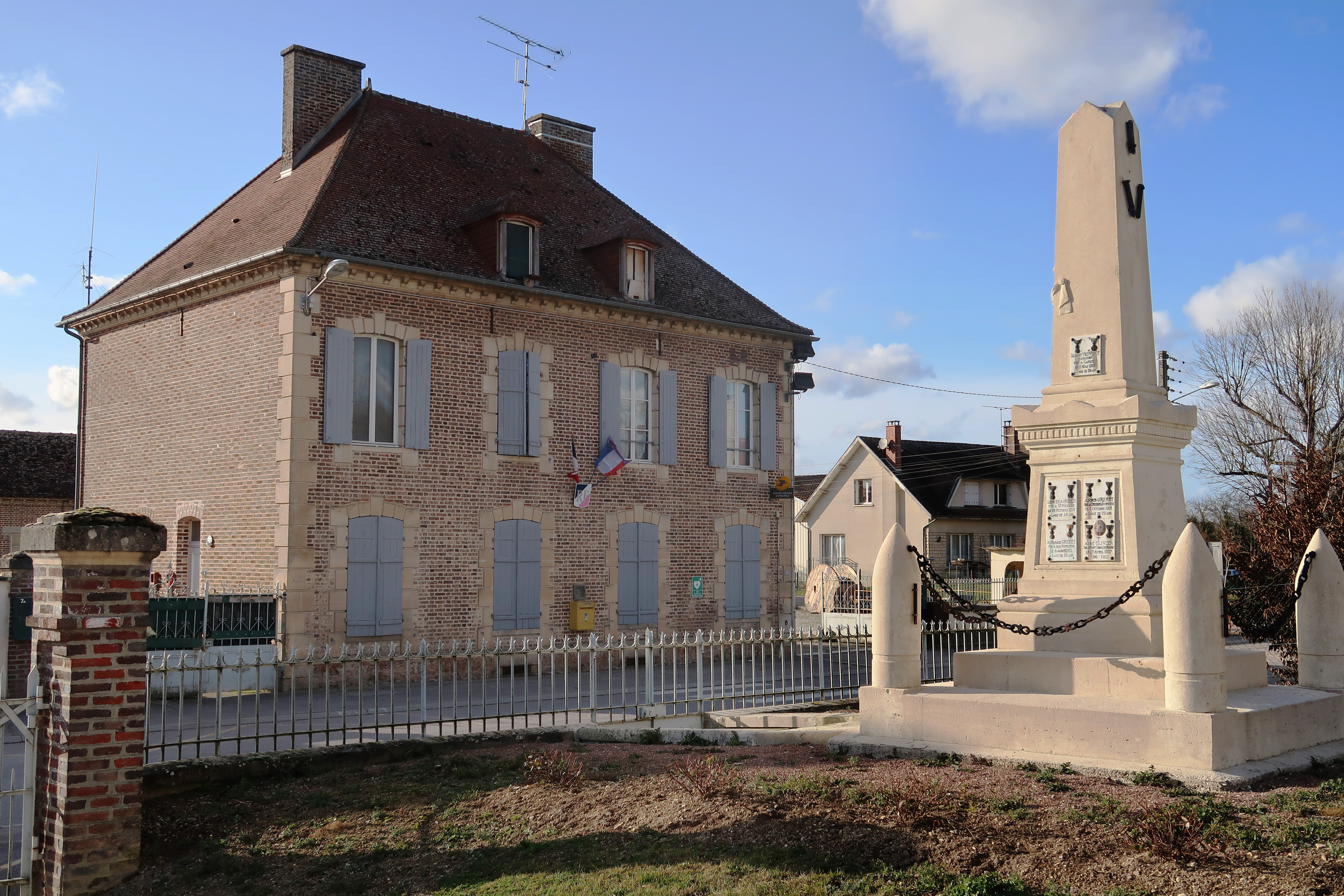
Mairie et monument aux morts

## Politique et administration
| Période                                  | Période  | Identité                                    | Étiquette | Qualité                    |
| ---------------------------------------- | -------- | ------------------------------------------- | --------- | -------------------------- |
| avant 1981                               | ?        | Hubert Jorand                               |           |                            |
| mars 2001                                | 2008     | Gérard Beaurieux                            | DVD       | Conseiller général         |
| mars 2008                                | En cours | Denis Turpin Réélu pour le mandat 2020-2026 | DVD       | Retraité Fonction publique |
| Les données manquantes sont à compléter. |          |                                             |           |                            |

## Démographie
L'évolution du nombre d'habitants est connue à travers les recensements de la population effectués dans la commune depuis 1793. Pour les communes de moins de 10 000 habitants, une enquête de recensement portant sur toute la population est réalisée tous les cinq ans, les populations de référence des années intermédiaires étant quant à elles estimées par interpolation ou extrapolation. Pour la commune, le premier recensement exhaustif entrant dans le cadre du nouveau dispositif a été réalisé en 2006.

En 2022, la commune comptait 271 habitants, en évolution de −8,75 % par rapport à 2016 (Aube : +0,7 %, France hors Mayotte : +2,11 %).
| 1793 | 1800 | 1806 | 1821 | 1831 | 1836 | 1841 | 1846 | 1851 |
| ---- | ---- | ---- | ---- | ---- | ---- | ---- | ---- | ---- |
| 700  | 717  | 720  | 629  | 648  | 658  | 635  | 640  | 587  |

| 1856 | 1861 | 1866 | 1872 | 1876 | 1881 | 1886 | 1891 | 1896 |
| ---- | ---- | ---- | ---- | ---- | ---- | ---- | ---- | ---- |
| 613  | 585  | 538  | 506  | 486  | 474  | 476  | 438  | 410  |

| 1901 | 1906 | 1911 | 1921 | 1926 | 1931 | 1936 | 1946 | 1954 |
| ---- | ---- | ---- | ---- | ---- | ---- | ---- | ---- | ---- |
| 418  | 394  | 375  | 318  | 338  | 320  | 339  | 310  | 353  |

| 1962 | 1968 | 1975 | 1982 | 1990 | 1999 | 2006 | 2011 | 2016 |
| ---- | ---- | ---- | ---- | ---- | ---- | ---- | ---- | ---- |
| 298  | 300  | 275  | 269  | 261  | 234  | 254  | 285  | 297  |

| 2021 | 2022 | - | - | - | - | - | - | - |
| ---- | ---- | - | - | - | - | - | - | - |
| 279  | 271  | - | - | - | - | - | - | - |

## Lieux et monuments
La commune compte un monument historique, l'église Sainte-Tanche, édifiée aux 12e et 16e siècles, classée par la liste de 1862.

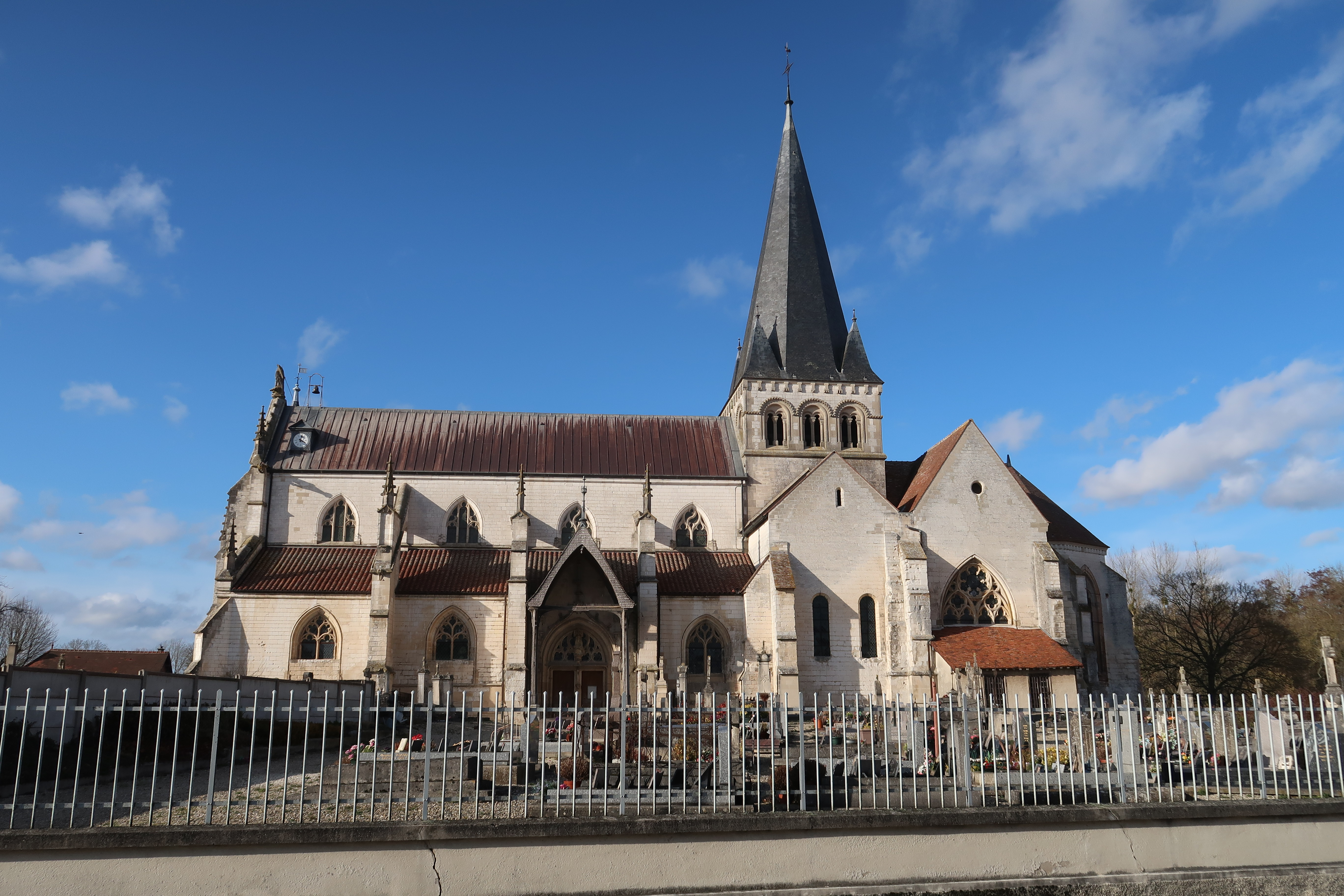
L'église